# Chaenorhinum grandiflorum
Chaenorhinum grandiflorum är en grobladsväxtart. Chaenorhinum grandiflorum ingår i släktet småsporrar, och familjen grobladsväxter.

## Underarter
Arten delas in i följande underarter:
- C. g. carthaginense
- C. g. grandiflorum